# Sul Brasil
Sul Brasil este un oraș în Santa Catarina (SC), Brazilia.